# Raidel Acea
Raidel Acea Morales (* 21. Oktober 1990 in Cienfuegos) ist ein kubanischer Mittelstreckenläufer, der sich auf die 800-Meter-Distanz spezialisiert hat. Wegen seiner Sprintstärke wird er auch in der 4-mal-400-Meter-Staffel eingesetzt.
2009 wurde er panamerikanischer Juniorenmeister.
Bei den Panamerikanischen Spielen 2011 in Guadalajara gewann er Bronze über 800 m und Gold mit der kubanischen 4-mal-400-Meter-Stafette.
Bei den Olympischen Spielen 2012 in London gehörte er zur kubanischen Stafette, die im Finale nicht das Ziel erreichte.

## Persönliche Bestzeiten
- 400 m: 45,18 s, 26. Mai 2015, Havanna
- 800 m: 1:45,62 s, 28. Mai 2011, Havanna